# Кафана Шуматовац
Кафана Шуматовац се налазила у Београду, у Улици Македонска на броју 37. Потом се сели у Улицу Поенкареова бр. 27, па на број 33.

## Историјат
Кафана Шуматовац потиче од пре Првог светског рата. Најстарији помен кафане потиче из 1906. године.
Најчешћи посетиоци кафане тог периода били су новинари, који су долазили из "Политике" и "Радио Београда" чија су се седишта налазила у близини.
У периоду између два светска рата у кафани су се окупљали професионални коцкари.
Након затварања улице после Другог светског рата Кафана Шуматовац знатно проширује башту и тада кафана доживљава највећу славу.

## Власници и кафеџије кафане
Познати власници кафане су:
- Стојан Миленковић - 1912. године
- Тома Тодоровић - 1922. године
- Рихард Фрелих - 1933. године

Познате кафеџије кафане су:
- Сима Симић - 1906. године
- Никола Тодоровић - 1912. године
- Милан Шрајнер - 1923. године
- Добривоје Милетић - 1930. и 1933. године
- Настас Поповић - 1940-1941. године

## Шуматовац данас
Данас је то ресторан Шуматовац Al Forno и налази се на адреси Македонска 33. Реновиран у модеран амбијент, ресторан нуди специјалитете домаће италијанске кухиње спремљене на традиционалан начин.